# ネイチャー バイオテクノロジー
ネイチャー バイオテクノロジー（英: Nature Biotechnology）は、Nature Publishing Groupが発行している国際学術誌である。
バイオテクノロジーにおける科学およびビジネスをカバーする月刊ジャーナル誌。生物学、生物医学、農学、環境科学に関連する応用研究の成果を掲載するとともに、その研究の商業、政治、倫理、法規、社会的側面も対象としている。生命工学・応用微生物学部門の原著論文ジャーナル誌として最高のインパクトファクターを誇っている。